# هو بو
هو بو (بالصينية: 侯波) هي مصورة صينية، ولدت في 1924 في شانشي في الصين، وتوفيت في 26 نوفمبر 2017 في بكين في الصين.